# George Meikle Kemp

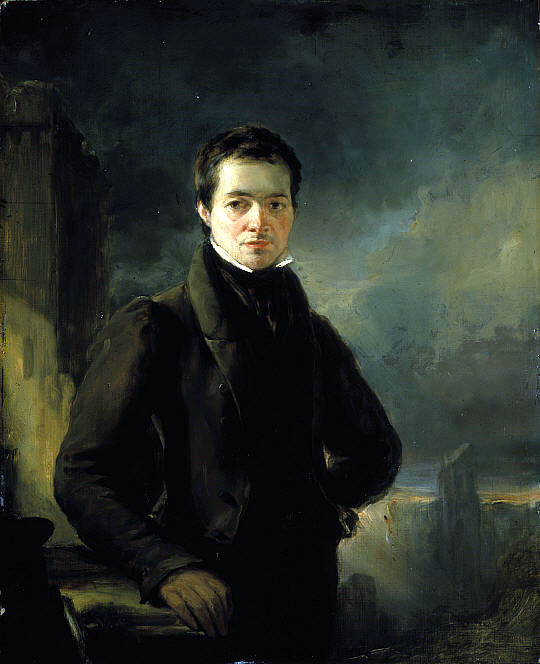
George Meikle Kemp, 1840.

George Meikle Kemp (1795, Hillrigs near Biggar, Lanarkshire, Escocia - 6 de marzo de 1844, Edimburgo) fue un ebanista, dibujante técnico y arquitecto autodidacta de origen escocés.

Su trabajo más famoso es el Scott Monument, emplazado en los Princes Street Gardens de Edimburgo. Se trata de un monumento de estilo victoriano levantado en honor del escritor escocés Sir Walter Scott, fallecido en 1832. Se da la paradoja que no pudo ver su obra terminada, dado que murió un año antes de su finalización ahogado en el Union Canal de Edimburgo, tras caer en él mientras regresaba a casa durante una tarde con densa niebla. Kemp también participó en el proyecto de la Catedral de Glasgow, si bien su diseño no fue escogido.

## En laces externos
- Biografía (de Chambers' Biographical Dictionary of Eminent Scotsmen) - en inglés
- Biografía de la Gazeteer of Scotland - en inglés.

- Datos: Q5542390
- Multimedia: George Meikle Kemp / Q5542390